# Betaltjänstleverantör
En betaltjänstleverantör (engelska: Payment Service Provider, PSP), även känt som betalväxel, är ett företag som förmedlar betaltjänster. En betaltjänstleverantör är uppkopplad till flera betalningsförmedlare (banker, inlösare och kortföretag). Betaltjänstleverantören ger sedan handlaren (oftast e-handlare) åtkomst till dessa genom ett enda gränssnitt. Detta innebär att e-handelsföretaget på ett enkelt sätt kan komma åt de betalningsförmedlare och betalsätt som är nödvändiga för att ta betalt av kunderna.
En betaltjänstleverantör är en del av en betallösning där andra delar utgörs av en eller flera banker, kortföretag etc. Det behövs avtal med alla ingående parter. Med betaltjänstleverantören sluter man ett betaltjänstleverantöravtal som bland annat bestämmer hur stor avgift som betalas till betaltjänstleverantören för transaktioner som "passerar" systemet.
När en betalning sker med hjälp av en betaltjänstleverantör lagras konsumentens kortnummer i krypterad form tills betalningen är helt slutförd.

## Tjänster
Betaltjänstleverantörer erbjuder i allmänhet flera tjänster utöver den grundläggande växelfunktionaliteten som avstämningstjänster och bedrägeriskydd. De betalsätt som erbjuds är vanligtvis olika typer av kortbetalningar, fakturalösningar och direktbetalningar (betalningar via internetbankerna).

## Certifiering
För att kunna verka som betalväxel krävs att företaget har genomgått en certifiering som kallas PCI DSS(Payment Card Industry Data Security Standard) avseende kortbetalningar.